# Amorphophallus sumawongii
Amorphophallus sumawongii là một loài thực vật có hoa trong họ Ráy (Araceae). Loài này được (Bogner) Bogner & Mayo mô tả khoa học đầu tiên năm 1985.